# Просяне (Харківський район)
Прося́не — село в Україні, у Нововодолазькій громаді Харківського району Харківської області. Населення становить 1353 осіб. Колишній (до 2020) орган місцевого самоврядування — Просянська сільська рада.

## Географія
Село Просяне знаходиться між річками Івани і Вільхуватка. Село примикає до смт Нова Водолага і села Новопросянське, поруч — колишнє село Іваненки. Через село проходить автомобільна дорога М18 (E108).

## Історія
За даними на 1864 рік у казенному селі Нововодолазької волості Валківського повіту мешкало 1019 осіб (500 чоловічої статі та 519 — жіночої), налічувалось 150 дворових господарств.
Станом на 1885 рік на колишньому державному хуторі мешкало 728 осіб, налічувалось 149 дворових господарств.
За переписом 1897 року кількість мешканців зросла до 3786 осіб (1861 чоловічої статі та 1925 — жіночої), з яких всі — православної віри.
Станом на 1914 рік кількість мешканців зросла до 4593 осіб.
У роки Великої Вітчизняної війни окупанти закатували 180 чол., насильно вивезли до Німеччини 300 чол., спалили всі колгоспні споруди, 600 житлових будинків. У боях з фашистами полягли партизани І. В. Босий, що був учасником громадянської війни, та Г. Т. Меткалов. Після війни зведено нові приміщення школи, лікарні, понад 600 житлових будинків.
В Просяному було два колгоспи, основний напрям виробництва яких — вирощування зернових і технічних культур та м’ясо-молочне тваринництво. Колгосп ім. Чкалова мав 2662 га землі, в тому числі 40 га сіножатей, 176 га пасовищ, млин, ремонтні майстерні. Колгосп «Колос» — передове господарство району. Він відзначався високими врожаями зернових культур, соняшнику, цукрових буряків, а також високим рівнем механізації та електрифікації виробничих процесів, особливо у тваринництві.  Допоміжні підприємства: два механічні млини, пилорама, столярно-теслярські та ремонтні майстерні.
12 червня 2020 року, розпорядженням Кабінету Міністрів України № 725-р «Про визначення адміністративних центрів та затвердження територій територіальних громад Харківської області», увійшло до складу Нововодолазької селищної громади.
19 липня 2020 року, в результаті адміністративно-територіальної реформи та ліквідації Нововодолазького району, село увійшло до складу новоутвореного Харківського району.

## Населення

### Мова
Розподіл населення за рідною мовою за даними перепису 2001 року:
| Мова       | Кількість | Відсоток |
| ---------- | --------- | -------- |
| українська | 1245      | 92.02%   |
| російська  | 103       | 7.61%    |
| білоруська | 3         | 0.22%    |
| вірменська | 2         | 0.15%    |
| Усього     | 1353      | 100%     |

## Економіка
- Птахо-товарна і свино-товарна ферми.
- Птахофабрика «Просяне».
- Приватне сільськогосподарське підприємство «Колос».
- КСП «КОЛОС».
- Приватне орендне сільськогосподарське підприємство ім. Чкалова.

## Об'єкти соціальної сфери
- Будинок культури.
- Просянська амбулаторія сімейного лікаря
- Комунальний заклад «Просянський ліцей»
- Просянська бібліотека філія №1 КЗ "Публічна бібліотека" Нововодолазької селищної ради
- Просянська бібліотека філія №2 КЗ "Публічна бібліотека" Нововодолазької селищної ради

### Просянська бібліотека
Створена у 1968 році Просянська № 1 сільська бібліотека — філія  Нововодолазької ЦБС.  Фонд становив 20000 примірників. Функціонувала в приміщенні сільського клубу в двох кімнатах. Існувала пересувна бібліотека для дорослих, віддалених від робочого місця: в полі, на току, фермі, тракторній бригаді. Проводилися читацькі конференції, матеріальні бесіди про творчість письменників. У штаті працювала одна особа.
У 1979 році бібліотека увійшла до складу Нововодолазької централізованої бібліотечної системи. Книжковий фонд Колосянської бібліотеки кількістю 7006 книг разом з усією матеріальною базою перейшли на баланс Нововодолазької ЦБС.
У 1995 році книжковий фонд становив 10172 примірники книг.
У 2000 році бібліотеку перевозять у двоповерхове приміщення колишнього колгоспу «Колос» (нині Просянської сільської ради), де бібліотека займала одну кімнату. Фонд становив 8354 книг.
2011 року бібліотека була перейменована із Колосянської на Просянську бібліотеку — філію № 1. Цього ж року бібліотека перемогла у конкурсі програми «Бібліоміст». Інтернет-центр був урочисто відкритий 17 січня 2013 року
Відкривається нова читальна зала в 2012 році у кімнаті, де раніше була бібліотека в зв'язку з встановленням Інтернет-центру. А 2015 року у бібліотеці з'явилося мультимедійне обладнання.
2016 року відкрито дитячу залу дозвілля «Калинове намисто» для естетичного виховання та образотворчого мистецтва.
У бібліотеці існують секції з шахів, шашок і настільних ігор під назвою «Чемпіон»; секція «Малюваки» з образотворчого мистецтва; секція з рукоділля «Чарівні пальчики» та музично-театральний гурток «Дивоцвіт». 
З 2019 року на базі дитячої зали дозвілля "Калинове намисто" створений відділ дитячого та сімейного читання "Бібліородзинки", а також послуга "Бібліоняня", в рамках якої батьки можуть залишити своїх дітей на не великий проміжок часу під нагляд бібліотекаря. 
Керівники:
- Мироненко Раїса Григорівна (1968)
- Старокольцева Ніна Олександрівна (1969)
- Білека Світлана Кирилівна (1970—2000)
- Глушак Геннадій Миколайович (2000—2011)
- Кулик Галина Михайлівна (2011 — і до теперішнього часу)[11]

### Просянський ліцей
В 1898 році в приході Нововодолазької Преображенської церкви під клопотаннями священика Петра Антонова була відкрита перша однокласна церковно-прихожанська школа на хуторі Просяне, в якій навчалося 77 хлопчиків .  В 1905 році в Просяному навчалося 22 хлопчика і 6 дівчат.
В 1927 році на околиці села Просяне (на Вигоні) відкрилася новозбудована чотирикласна школа.
В 1940 році випущено перших учнів із семирічною освітою.
Під час другої світової війни заняття були припинені. Освітні заклади села Просяне поступово поновили свою роботу з 1943 року: Просянська семирічна школа № 1, Просянська семирічна школа № 2 , початкова школа № 1 у центрі села, початкова школа № 2 на хуторі Комсомолець.
Діюча Просянська школа заснована в 1948 році, директором якої протягом 29 років  є Коваленко Н. П.
З 1 вересня 2012 року в приміщенні початкової школи функціонує група дошкільного навчання.
З 1 вересня 2017 року в школі працює клас з інклюзивною освітою.
З 1991 по 2018 роки в Просянській школі  загальну середню освіту отримали 233 учні (14 випускників  відзначені золотою медаллю, 3 випускники — срібною).

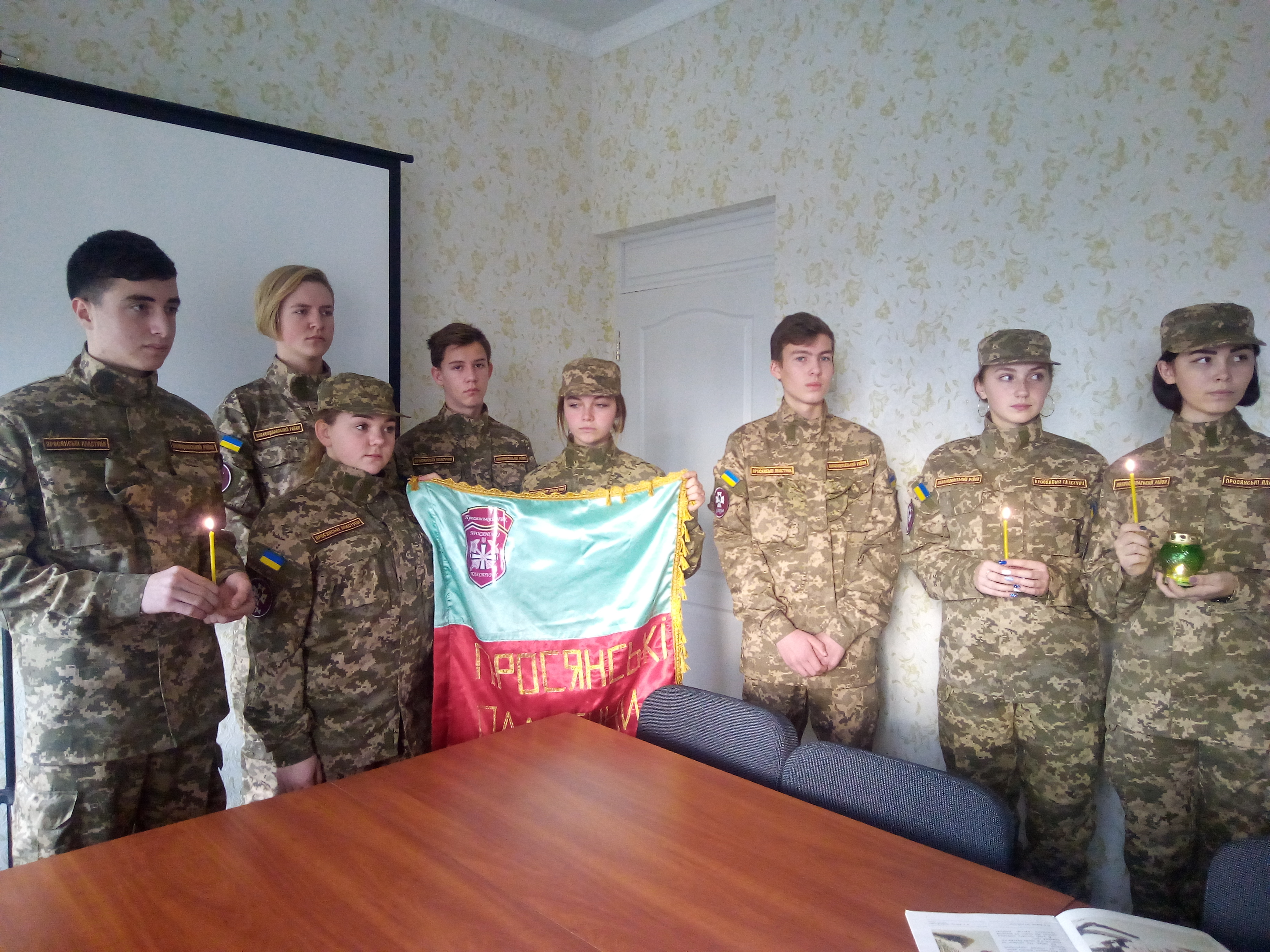
Переможці Всеукраїнської патріотичної юнацької гри "Сокіл "Джура" "Просянські Пластуни"

Команда "Просянські Пластуни" є активним учасником та багаторазовим переможцем Всеукраїнської патріотичної юнацької гри "Сокіл "Джура"".
Педагогічний колектив нараховує 19 педагогів. Станом на 2019 рік в школі навчається  123 учня, в тому числі 25 вихованців I групи короткотривалого перебування дітей.
Основна мова викладання — українська мова.
Меморіал слави, пам’яті та скорботи у селі Просяне
Меморіал слави, пам’яті та скорботи у селі Просяне - це символ вшанування тих, хто віддав своє життя на захист батьківщини, своєї країни, своїх співвітчизників, своїх односельців. Він зберігає пам'ять про тих, хто пожертвував своїм життям та про тих, хто не шкодуючи сил і здоров’я, відвоювали для нас мирне небо, вільне майбутнє, честь і незалежність.
Братська могила налічує 72 військових різних країн колишнього радянського союзу, які віддали своє життя за мир села Просяне.
15 вересня 2019 року було відкрито меморіал слави 641 мешканцю села Просяне, які в роки Другої світової війни не шкодуючи сил і здоров’я, відвоювали для нас мирне небо, вільне майбутнє, честь  і незалежність рідної країни.

## Галерея

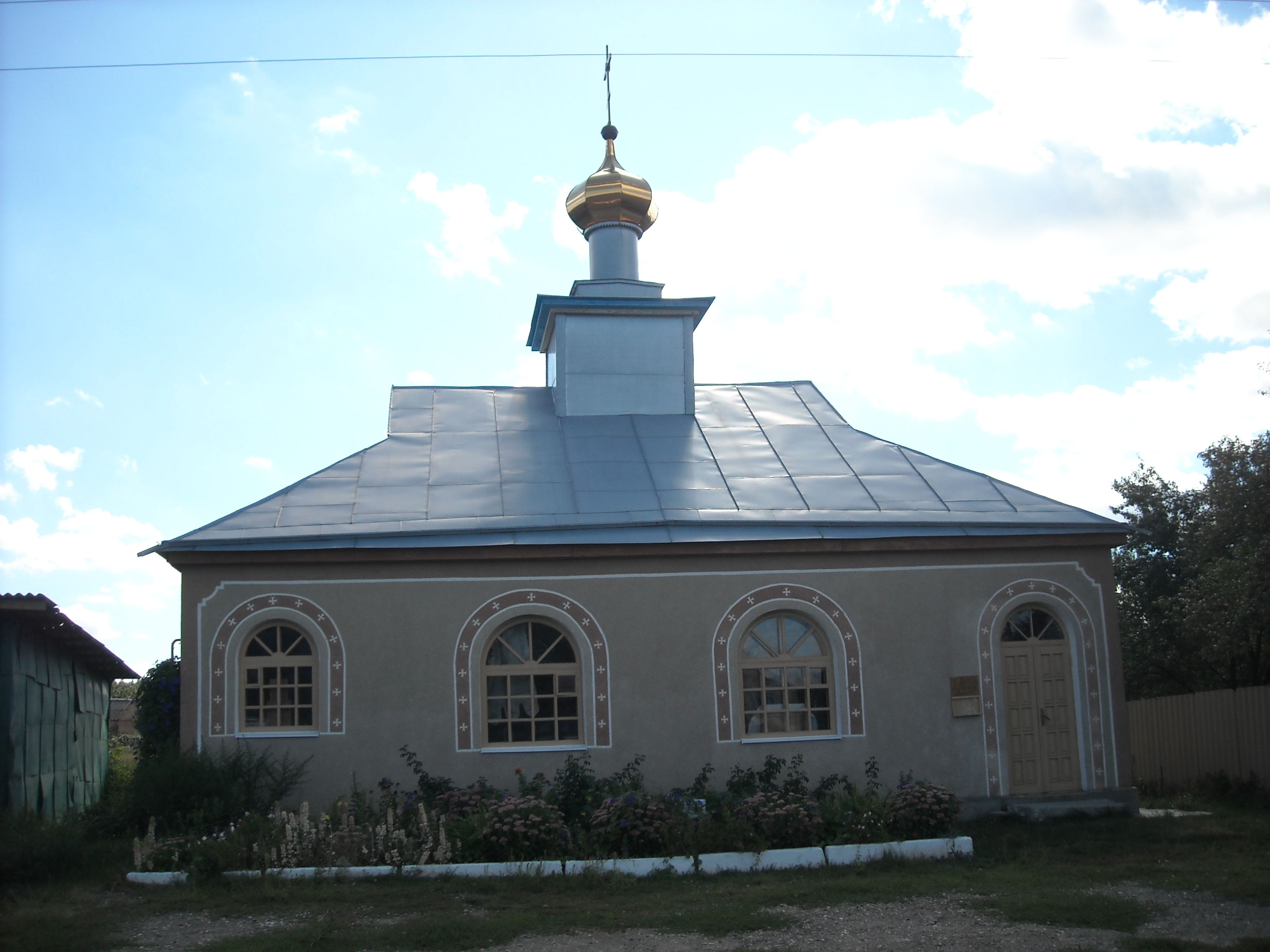
Іоанно-Предтеченський храм
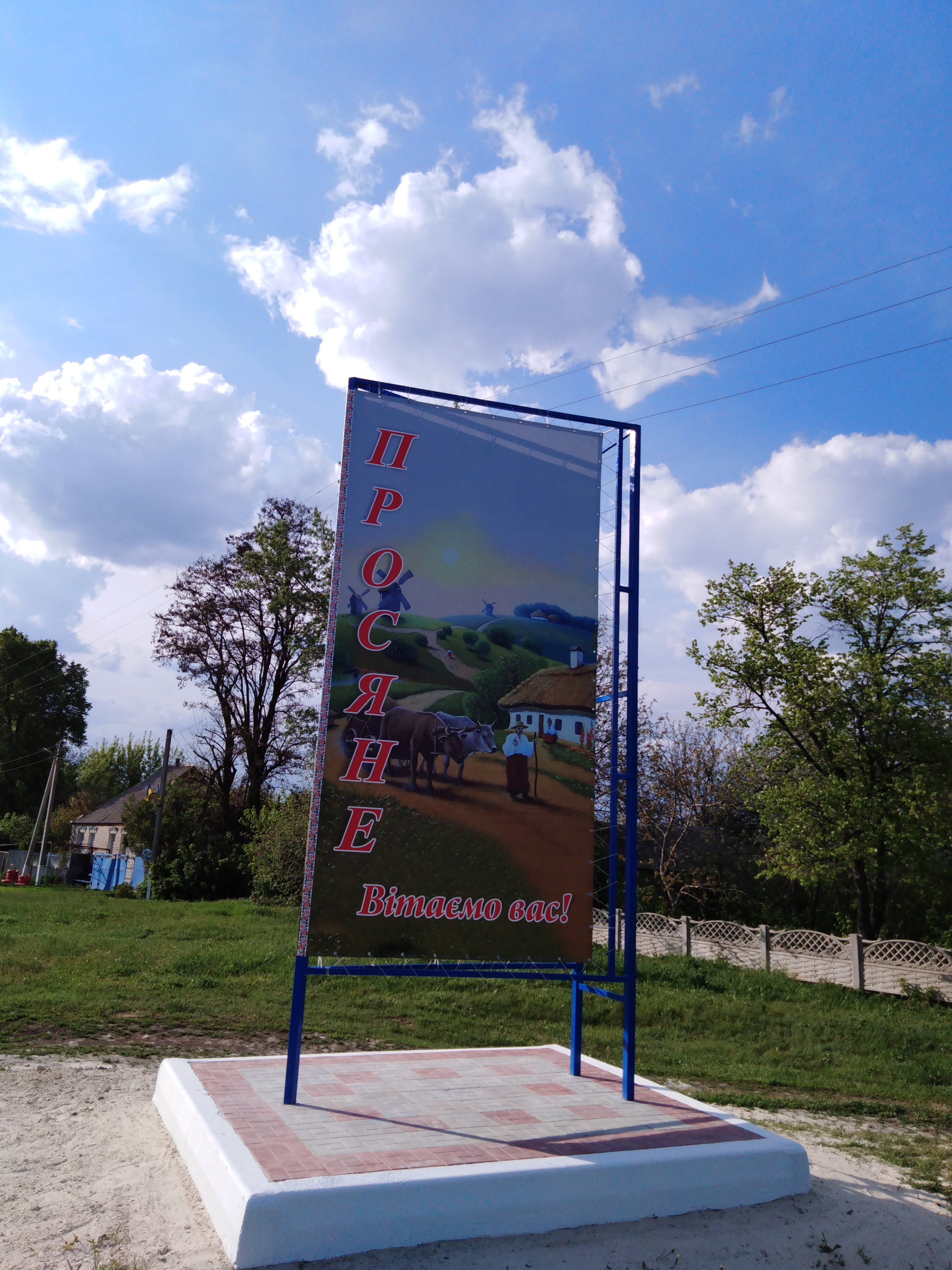
На Центральній вулиці села
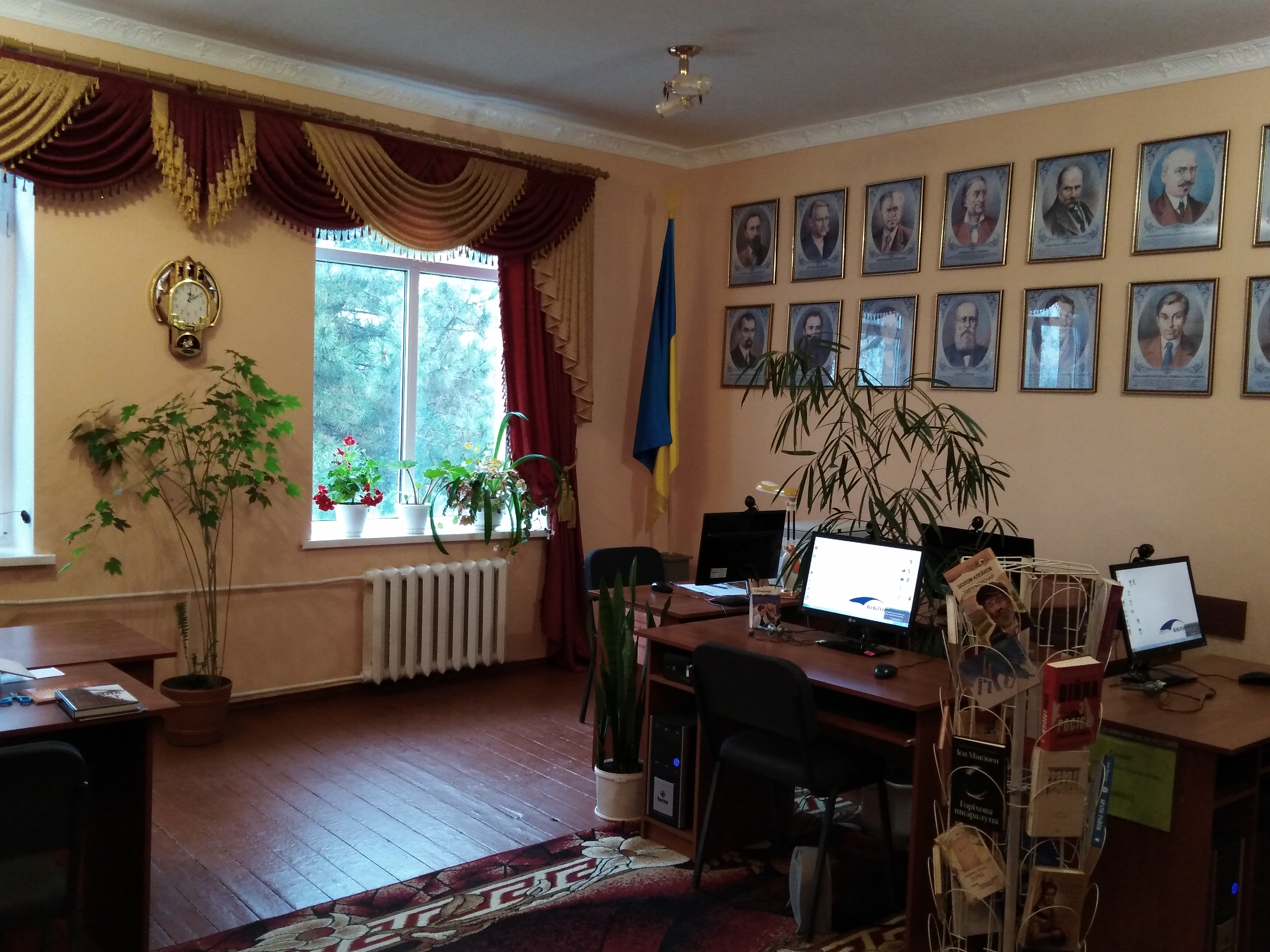
Інтернет-центр Просянської бібліотеки
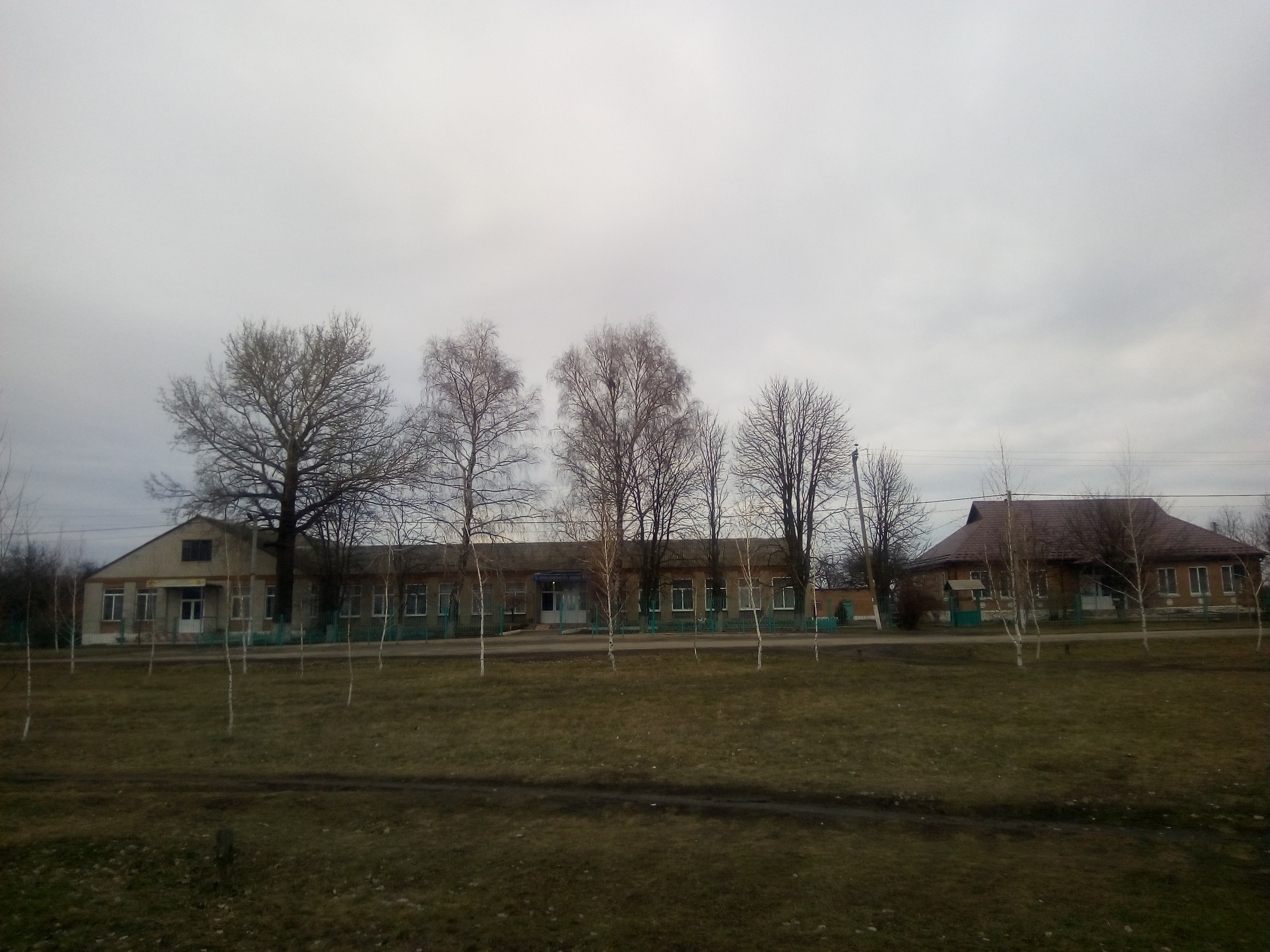
Просянський ліцей, Вулиця Центральна
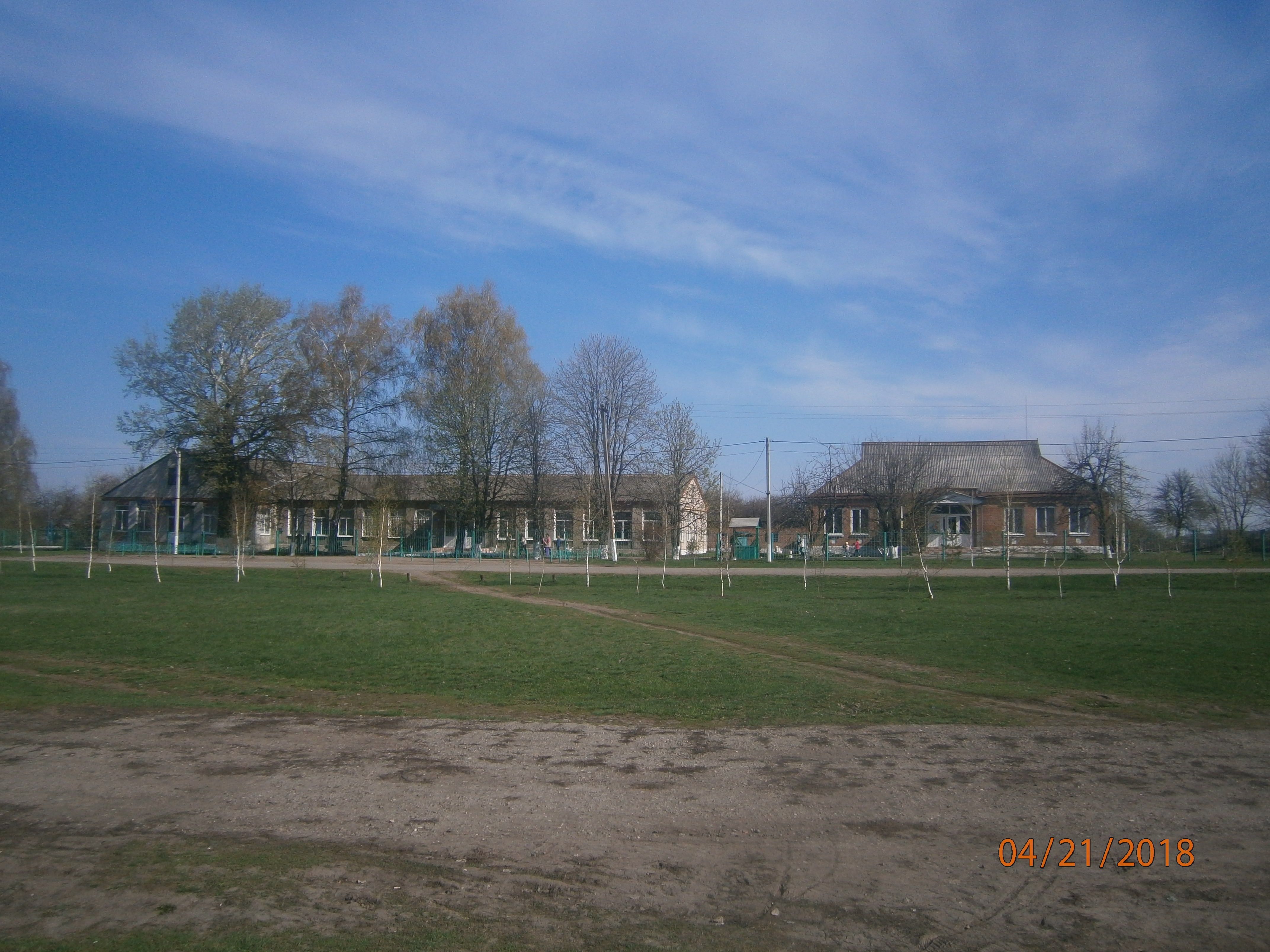
Просянський ліцей Нововодолазького району в Харківській області
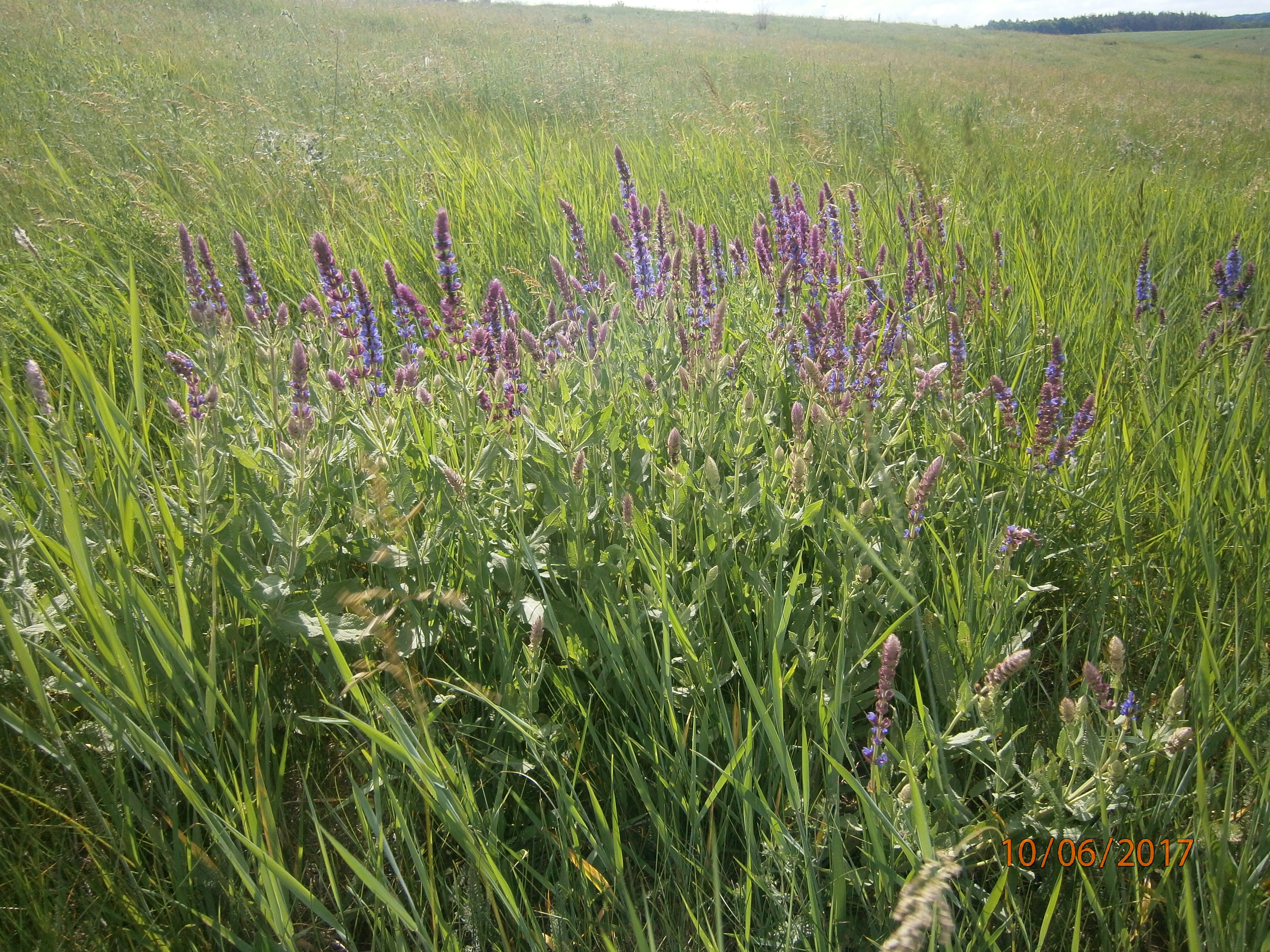
Польові квіти села Просяного.
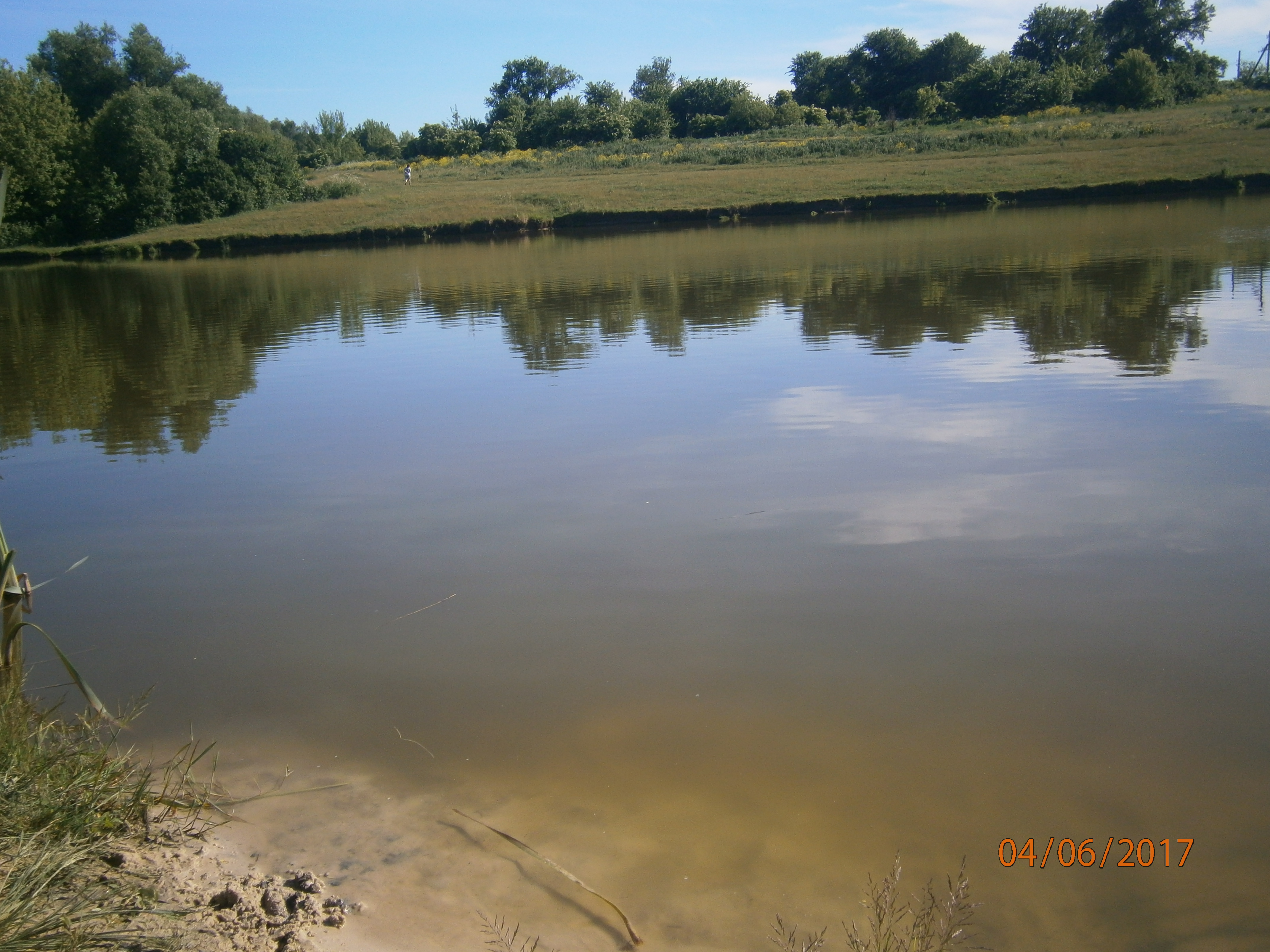
Ставок у селі Просяному.
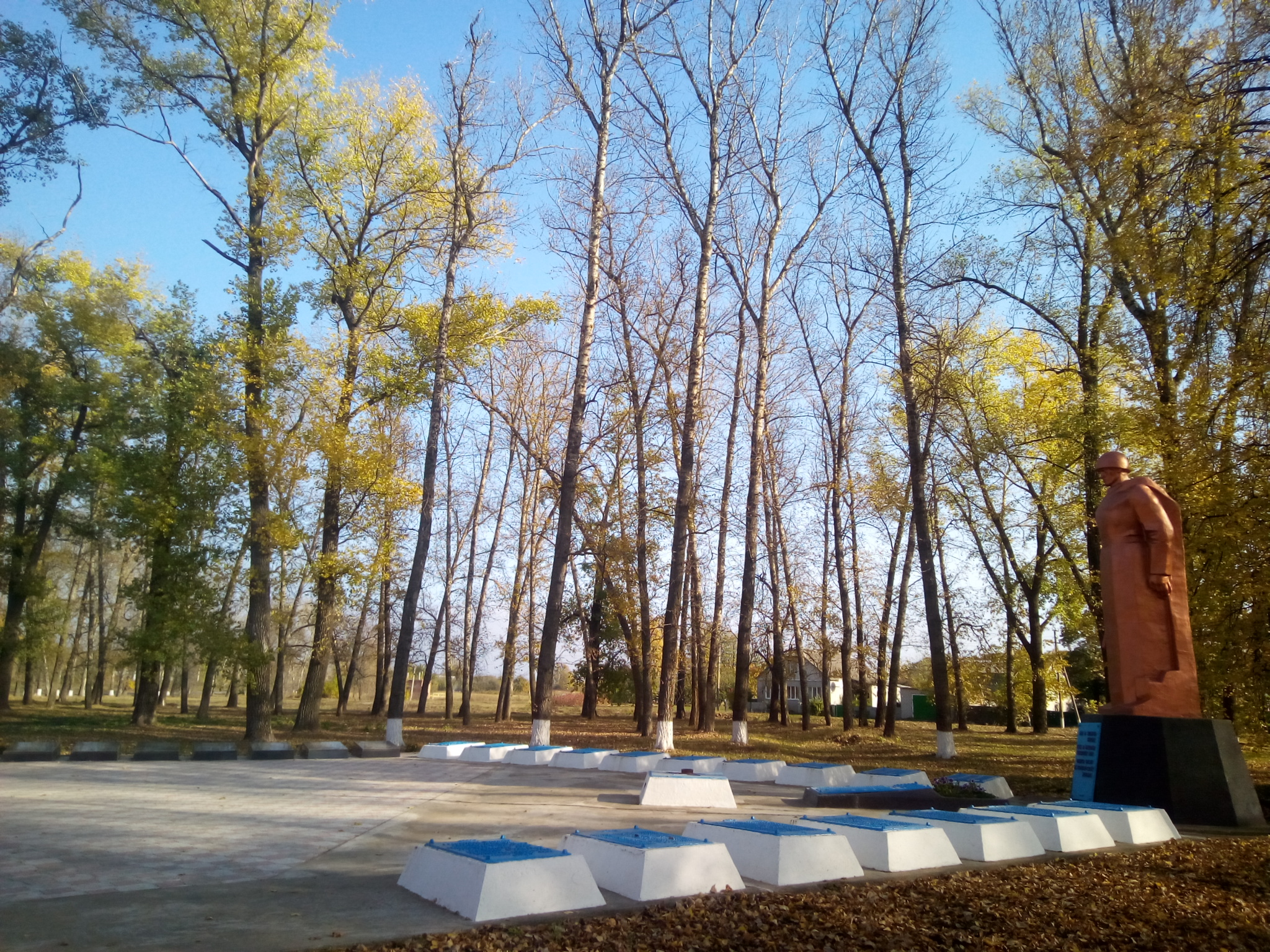
Меморіал Слави, Пам'яті та Скорботи.
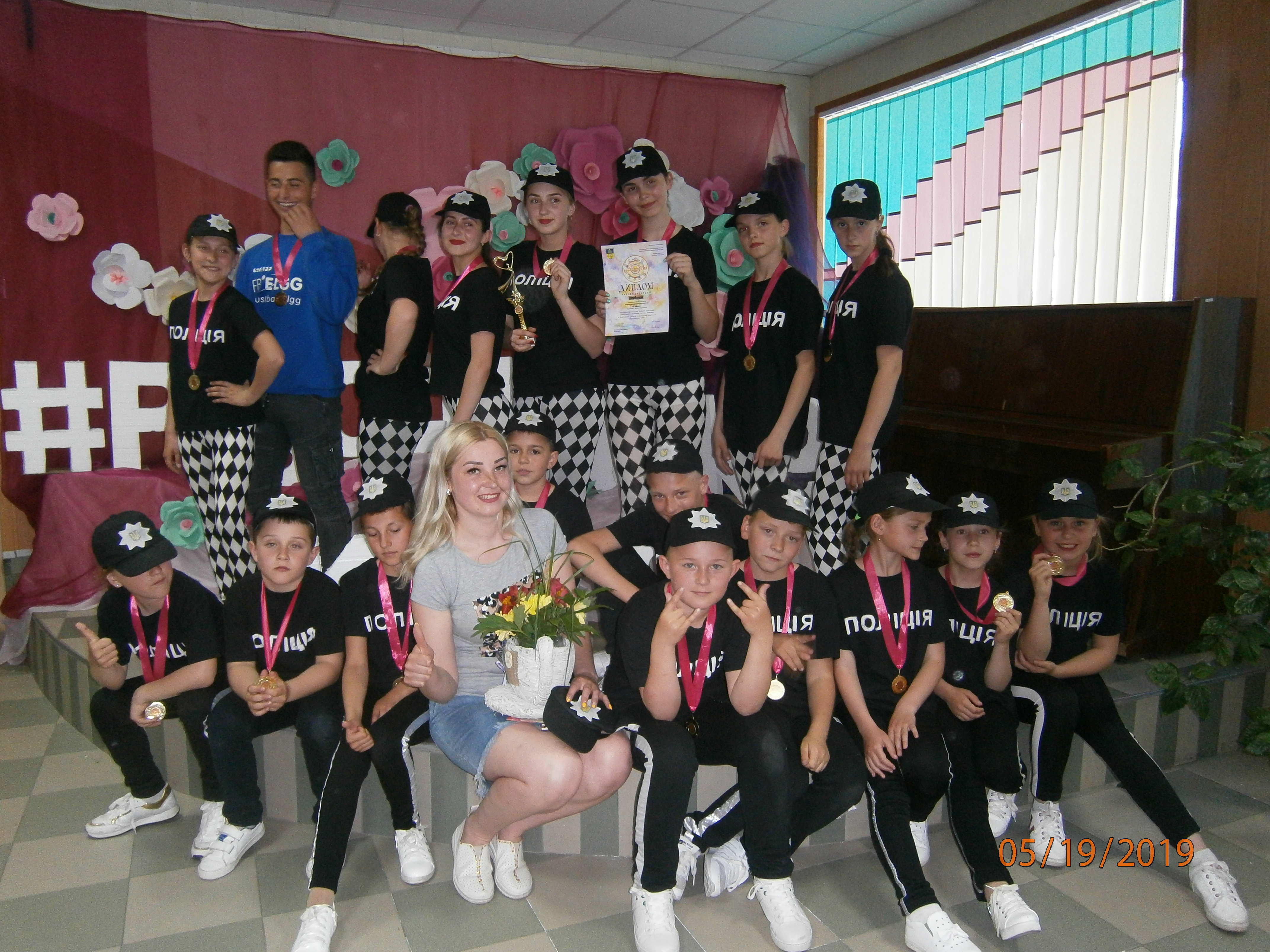
Аматорський хореографічний колектив «Сяйво»
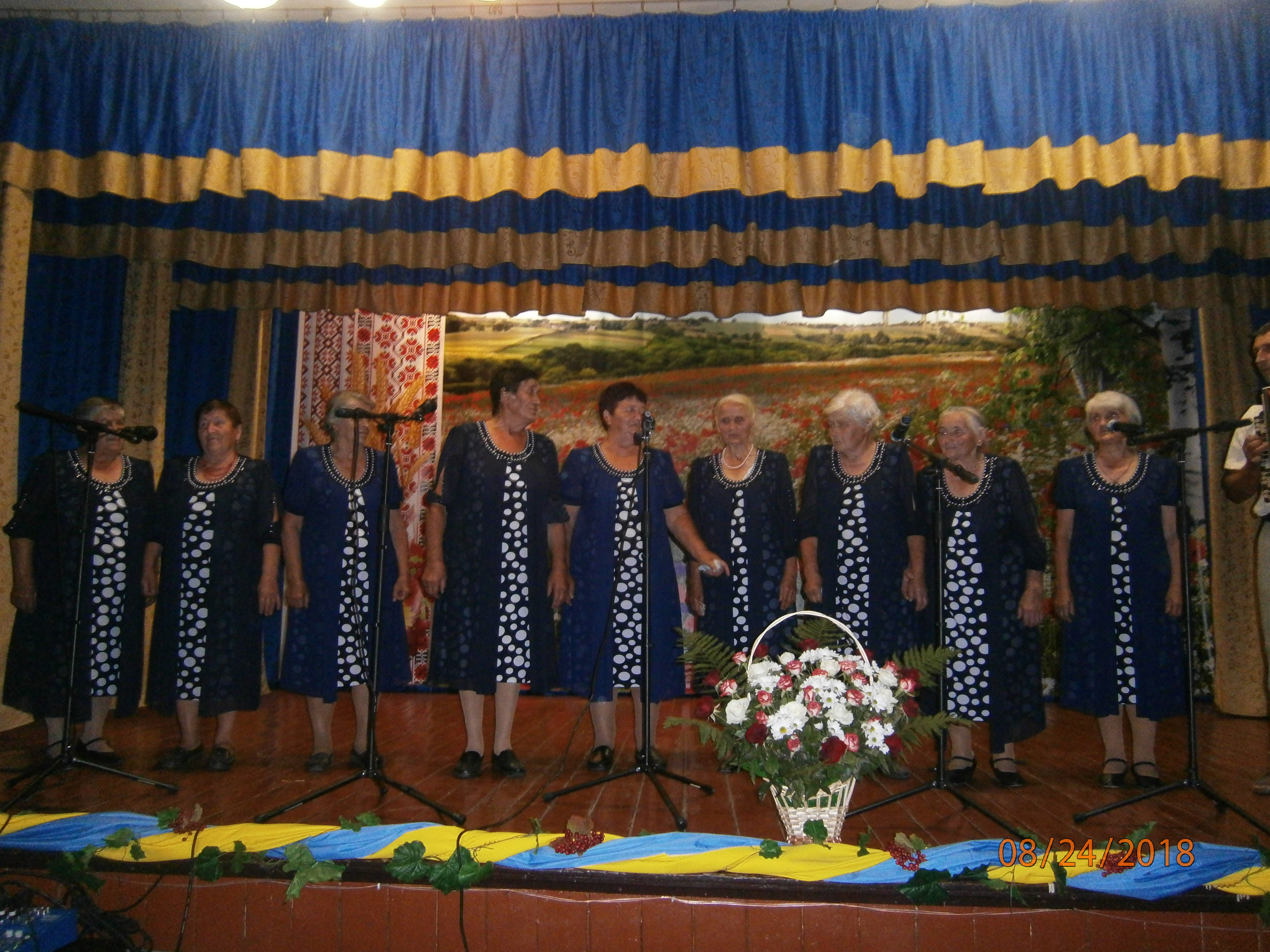
Вокальний Ансамбль «Калина» Просянського Будинку Культури. 50 років на сцені.
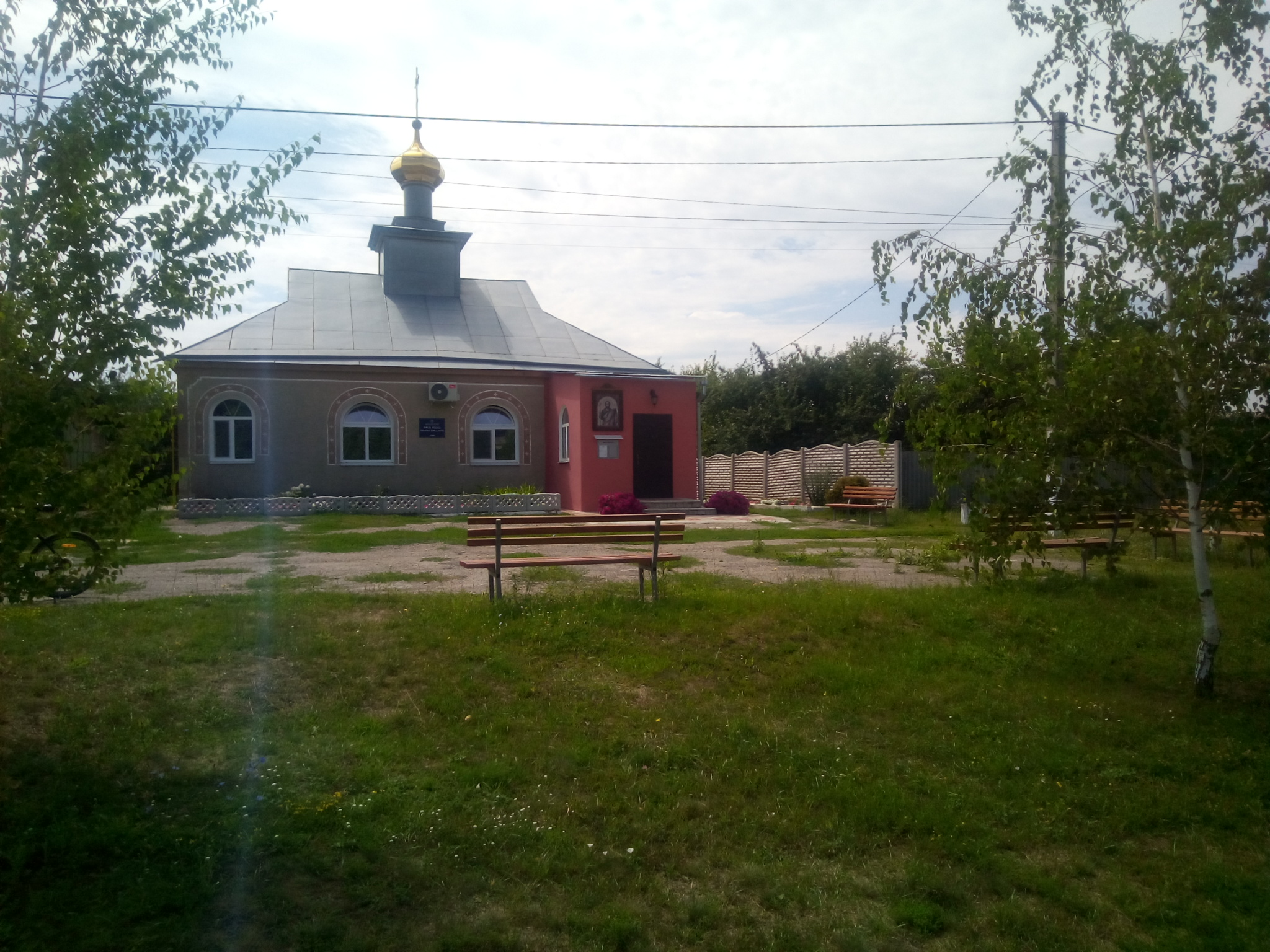
Храм в ім'я хрестителя Іоанна Предтечі
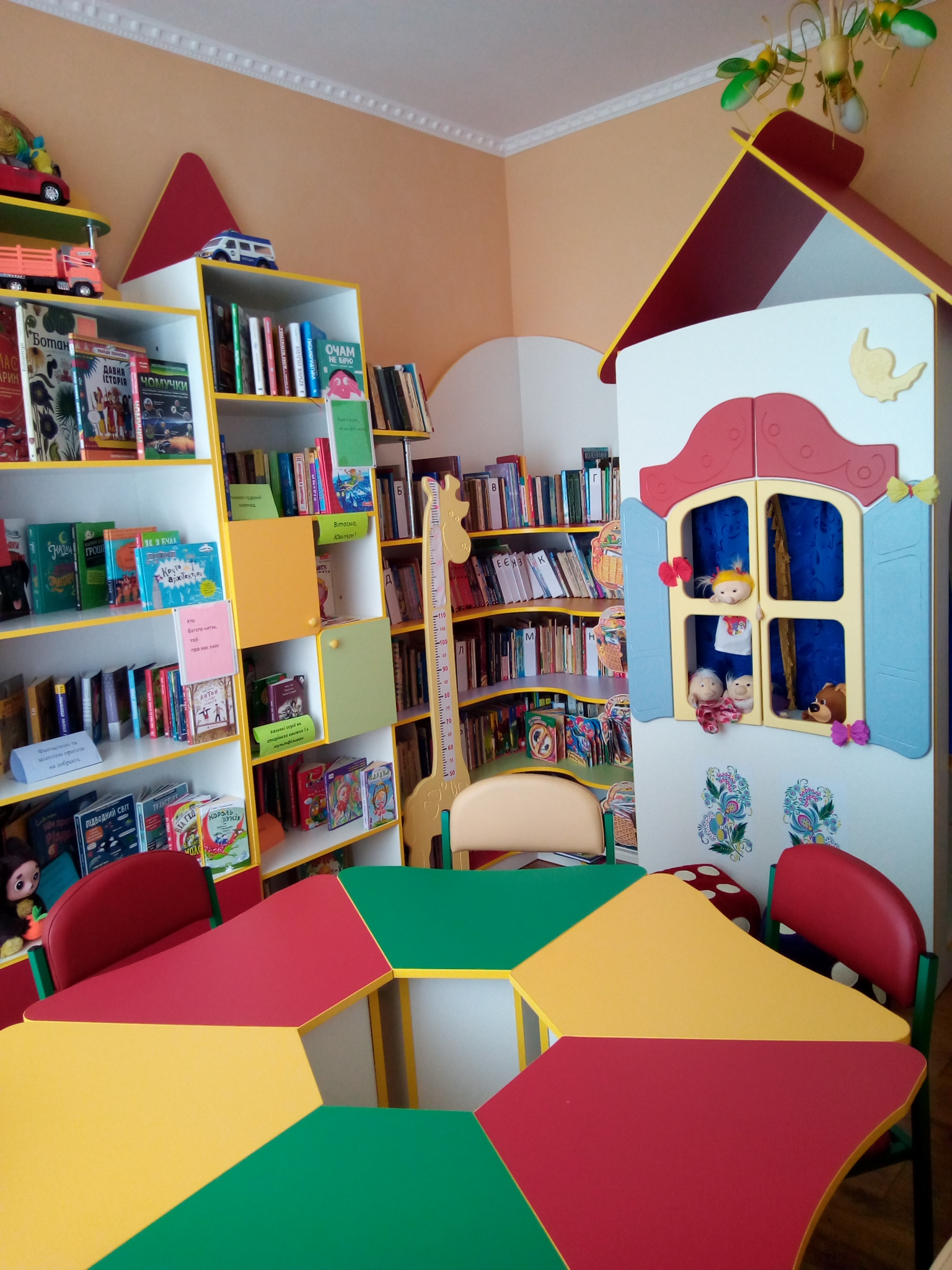
Дитяча зала дозвілля Просянської бібліотеки
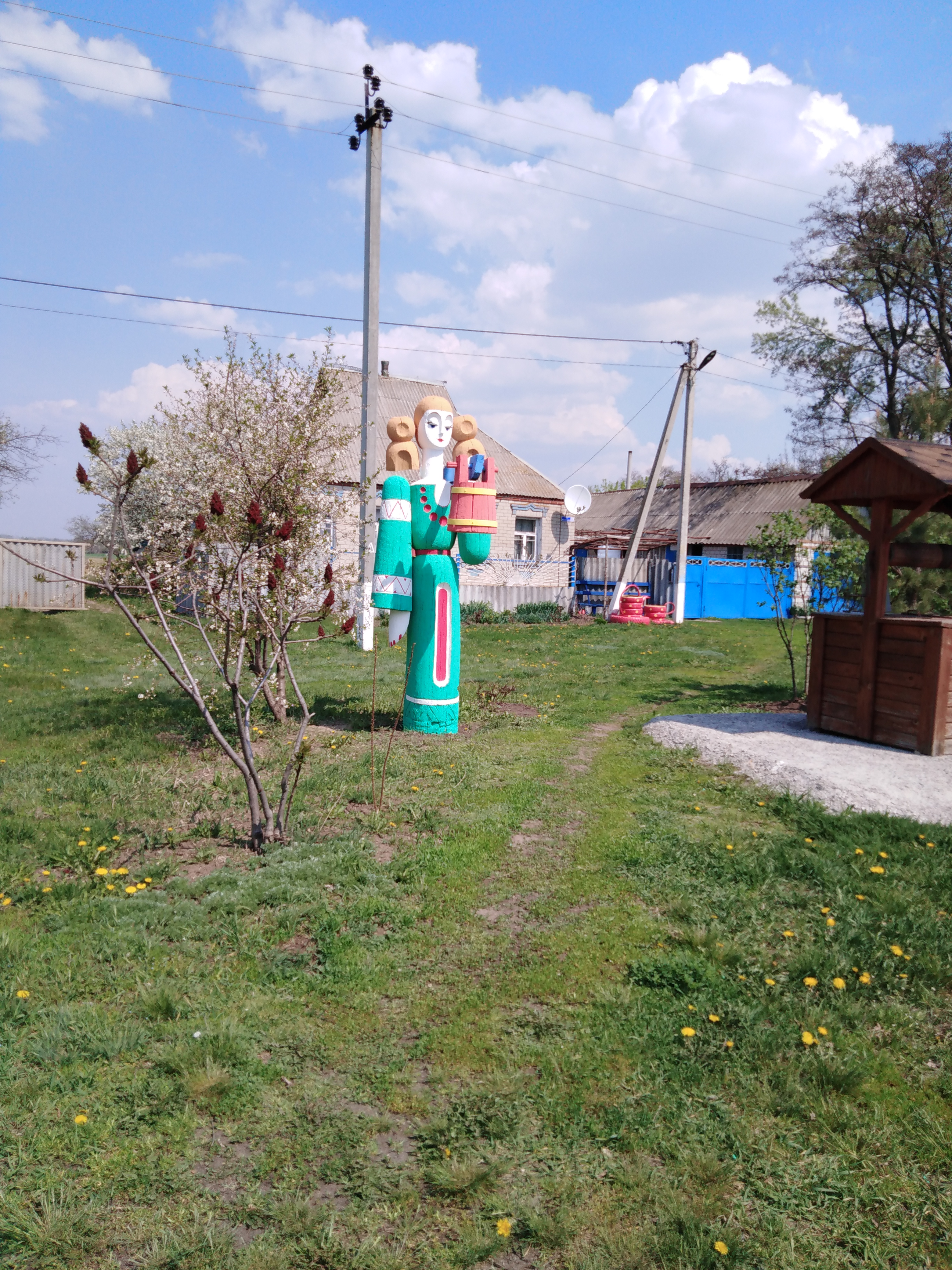
Дерев'яний пам'ятник у селі Просяному